# 트롬브 벽

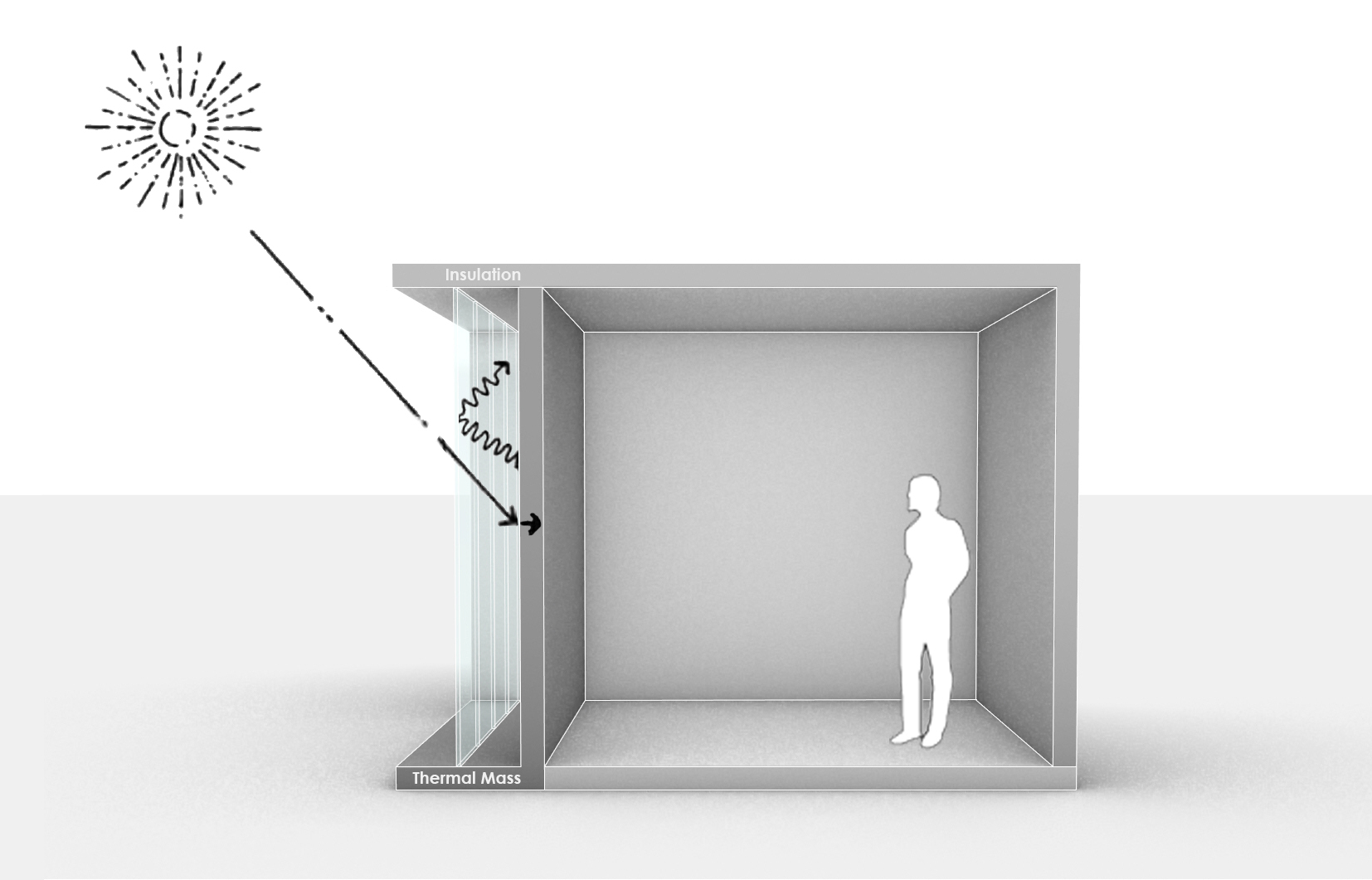
트롬브 벽이 낮에 열을 모은다

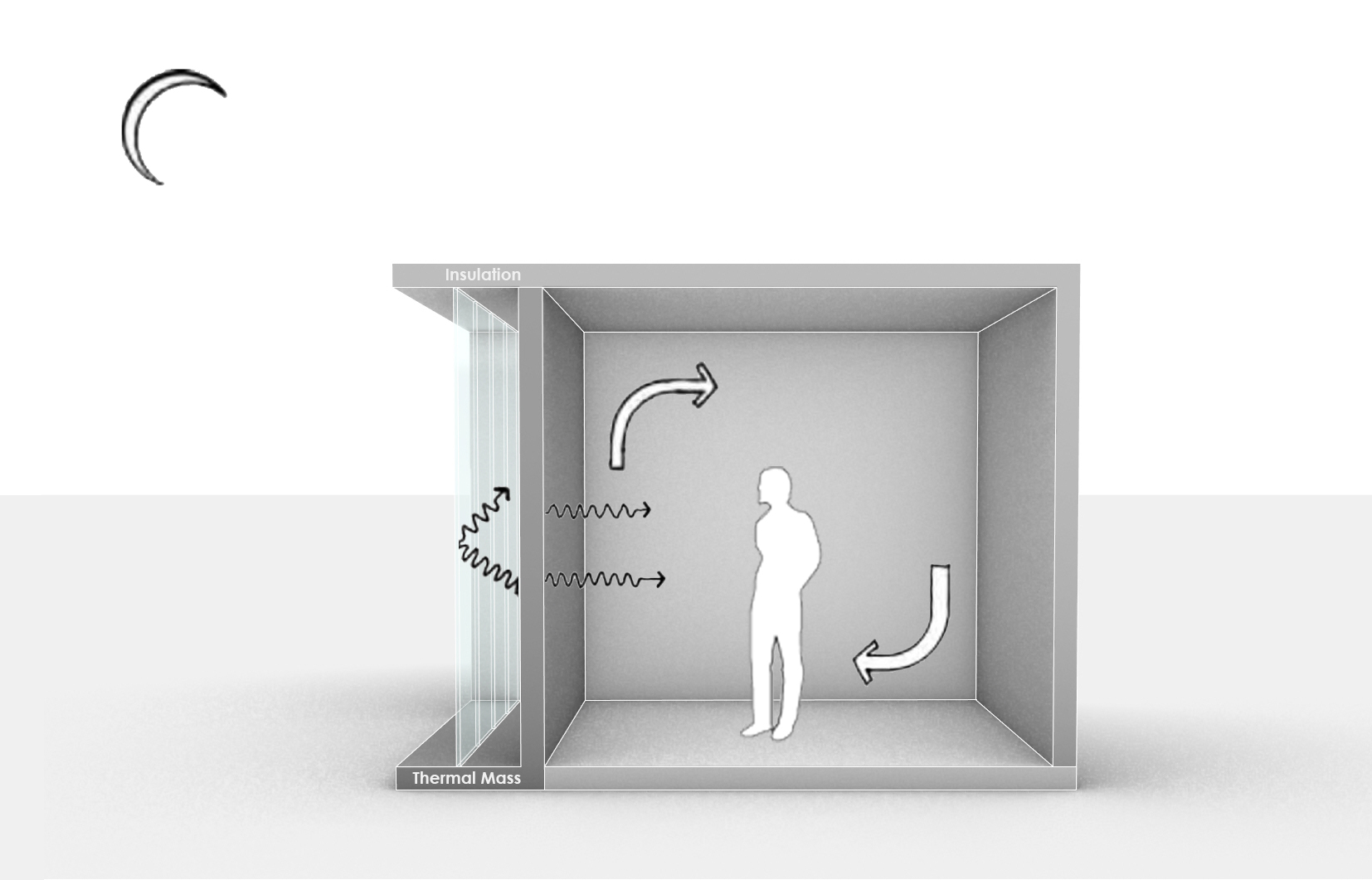
벽체 재료의 열용량으로 인한 벽의 시차로 인해 대부분의 열은 밤에 방출된다.

트롬브 벽(Trombe wall)은 전면을 유리로 덮은 석조 외벽이다. 흡수된 태양열을 건물 내로 방출한다.
트롬브 벽은 입사되는 햇빛으로부터 열 에너지를 흡수하기 위해 어두운 색으로 칠해지고 벽과 유약 사이에 절연 공극이 있는 외부 유리로 덮인 거대한 적도를 향한 벽이다. 트롬브 벽은 햇빛이 공기의 열 질량과 접촉하는 태양 에너지 수집 표면에 먼저 닿는 간접 이득 개념을 채택하는 수동형 태양열 건물 설계 전략이다. 매스에 흡수된 햇빛은 열에너지(열)로 변환되어 생활공간으로 전달된다.
트롬브 벽은 질량 벽, 태양열 벽 또는 열 저장 벽이라고도 한다. 그러나 펠릭스 트롬브(Félix Trombe) 교수와 건축가 자크스 미첼(Jacques Michel)이 수동 가열 및 냉각 태양열 구조 설계에 대한 광범위한 작업으로 인해 종종 트롬브 벽(Trombe Walls)이라고 불린다.
이 시스템은 100년 전에 에드워드 S. 모스(Edward S. Morse) 교수가 만든 공기 히터(어두운 흡수체, 공기 공간, 상단과 하단에 두 세트의 통풍구가 있는 남쪽 벽의 단순한 유리 상자)와 유사하다.